# 費馬原理

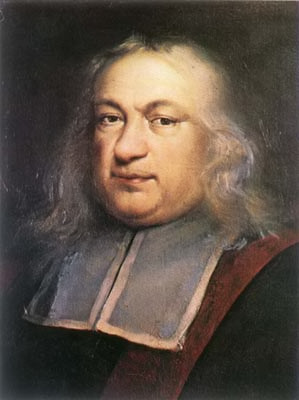
皮埃爾·德·費馬

費馬原理（英語：Fermat's principle）最早由法国科学家皮埃爾·德·費馬在1662年提出：光传播的路径是光程取极值的路径。这个极值可能是极大值、极小值或函数的拐点。 最初提出时，又名「最短時間原理」：光線傳播的路徑是需時最少的路徑。
費馬原理更正確的稱謂應是「平穩時間原理」：光沿着所需时间为平稳的路径传播。平稳是数学上的微分概念，可以理解为一阶导数为零，它可以是极大值、极小值甚至是拐点。
費馬原理是几何光学的基本定理。用微分或变分法可以从費馬原理导出以下三个几何光学定律：
1. 光线在真空中的直线传播。
2. 光的反射定律 - 光线在界面上的反射， 入射角必须等于出射角。
3. 光的折射定律（斯涅尔定律）。

最短光时线可以有多条，例如光线从椭圆面焦点A经过反射到另一焦点B，可以有无数条路径，所有这些路径的光線傳播时間都相等。

## 概述
費馬原理更正確的版本應是「平穩時間原理」。對於某些狀況，光線傳播的路徑所需的時間可能不是最小值，而是最大值，或甚至是拐值。
- 平面鏡：任意兩點的反射路徑光程是最小值。
- 半橢圓形鏡子：其兩個焦點的光線反射路徑不是唯一的，光程都一樣，是最大值，也是最小值。
- 半圓形鏡子：其兩個端點{\displaystyle Q}、{\displaystyle P}的反射路徑光程是最大值。
- 如最右圖所示，對於由四分之一圓形鏡與平面鏡組合而成的鏡子，同樣這兩個點{\displaystyle Q}、{\displaystyle P}的反射路徑的光程是拐值。

## 光的反射

### 平面反射
光从{\displaystyle P}点出发射向{\displaystyle x}点，反射到{\displaystyle Q}点。
{\displaystyle P}点到{\displaystyle x}点的距离  {\displaystyle d1={\sqrt {x^{2}+a^{2}}}}
{\displaystyle Q}点 到{\displaystyle x}点的距离 {\displaystyle d2={\sqrt {b^{2}+(l-x)^{2}}}}
從點{\displaystyle P}到點{\displaystyle Q}的光程{\displaystyle D}為
{\displaystyle D={\sqrt {x^{2}+a^{2}}}+{\sqrt {b^{2}+(l-x)^{2}}}} 。

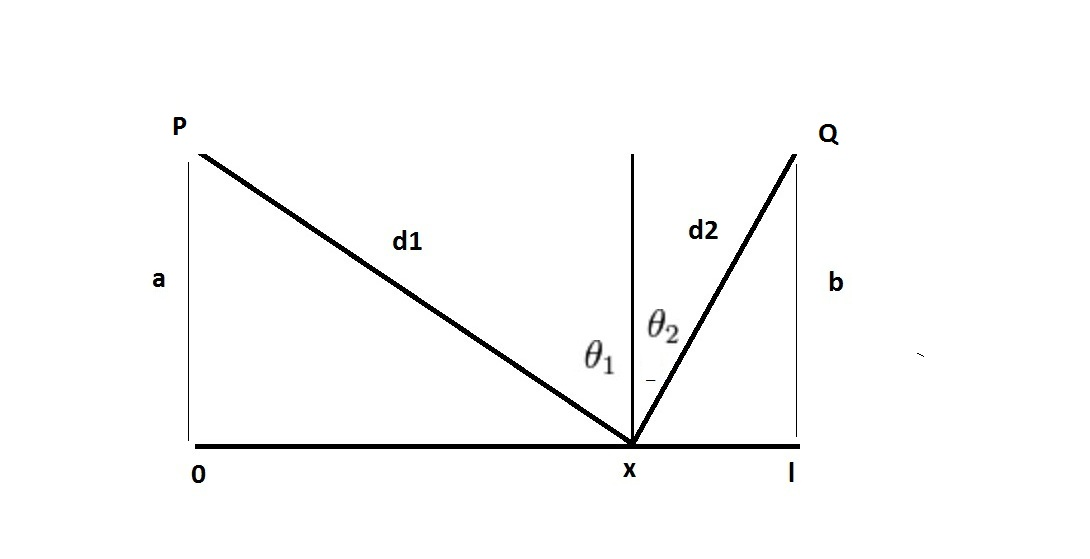
光在平面上的反射

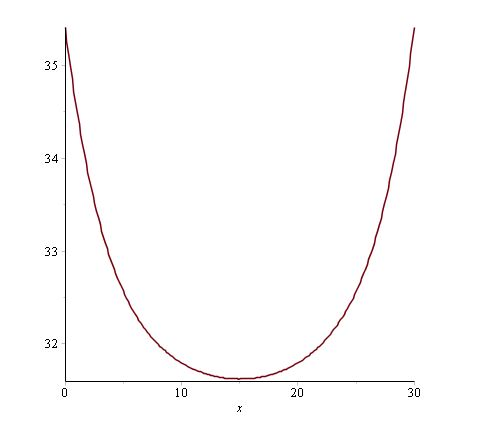
平面反射的光程

根據費馬原理，光線在真空中傳播的路徑是光程為極值的路徑。
取光程 {\displaystyle D} 對 {\displaystyle x} 的導數，令其為零：
{\displaystyle D'={\frac {x}{\sqrt {x^{2}+a^{2}}}}}{\displaystyle +{\frac {-l+x}{\sqrt {b^{2}+(l-x)^{2}}}}=0} 。
但其中
{\displaystyle {\frac {x}{\sqrt {x^{2}+a^{2}}}}=\sin \theta _{1}}
{\displaystyle -{\frac {l-x}{\sqrt {b^{2}+(l-x)^{2}}}}=-\sin \theta _{2}} 。
即
{\displaystyle \sin \theta _{1}-\sin \theta _{2}=0}
{\displaystyle \theta _{1}=\theta _{2}}
这就是反射定律

### 半球面反射
| {\displaystyle Q} · {\displaystyle O} · {\displaystyle P} |
| {\displaystyle R=5} · {\displaystyle =2.82R}              |

球面的半径{\displaystyle =R}
光线从直径一端{\displaystyle Q}射向球面，反射到直径另一端{\displaystyle P}
光程{\displaystyle D={\sqrt {y^{2}+(R+x)^{2}}}+{\sqrt {y^{2}+(-x+R)^{2}}}}
因{\displaystyle y^{2}=R^{2}-x^{2}};
所以
{\displaystyle D={\sqrt {2R^{2}+2xR}}+{\sqrt {-2xR+2R^{2}}}}
根据费马原理，{\displaystyle D'=0}
{\displaystyle D'={\frac {R}{\sqrt {2R^{2}+2xR}}}-{\frac {R}{\sqrt {-2xR+2R^{2}}}}=0}
解之， 得  {\displaystyle x=0}，代入{\displaystyle D}得到：
光程{\displaystyle D=2{\sqrt {2}}R}，乃是一个最大值{\displaystyle =2.8R}；（最小值光程是从直径一端到{\displaystyle Q}另一端{\displaystyle P}，光程{\displaystyle =2R}）

## 光的折射

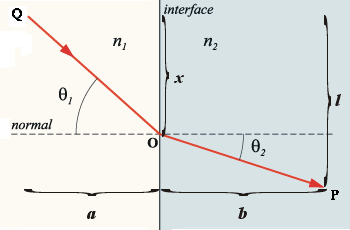
光線從介質1的點，在點傳播進入介質2，發生折射，最後抵達介質2的點。

如右圖所示，設定介質1、介質2的折射率分別為 {\displaystyle n_{1}} 、{\displaystyle n_{2}} ，光線從介質1在點{\displaystyle O}傳播進入介質2，則司乃耳定律以方程式表達為
{\displaystyle n_{1}\sin \theta _{1}=n_{2}\sin \theta _{2}} ；
其中，{\displaystyle \theta _{1}} 為入射角，{\displaystyle \theta _{2}} 為折射角。
從費馬原理，可以推導出司乃耳定律。光線在介質1與介質2的速度 {\displaystyle v_{1}} 和 {\displaystyle v_{2}} 分別為
{\displaystyle v_{1}={\frac {c}{n_{1}}}} 、
{\displaystyle v_{2}={\frac {c}{n_{2}}}} ；
其中，{\displaystyle c} 是真空光速。
由於介質會減緩光線的速度，折射率 {\displaystyle n_{1}} 和 {\displaystyle n_{2}} 都大於 {\displaystyle 1} 。
從點Q到點P的傳播時間 {\displaystyle T} 為
{\displaystyle T={\frac {\sqrt {x^{2}+a^{2}}}{v_{1}}}+{\frac {\sqrt {b^{2}+(l-x)^{2}}}{v_{2}}}} 。
根據費馬原理，光線傳播的路徑是所需時間為極值的路徑，取傳播時間 {\displaystyle T} 對 {\displaystyle x} 的導數，設定其為零：
{\displaystyle {\frac {dT}{dx}}={\frac {x}{v_{1}{\sqrt {x^{2}+a^{2}}}}}+{\frac {-(l-x)}{v_{2}{\sqrt {(l-x)^{2}+b^{2}}}}}=0} 。
其中
{\displaystyle {\frac {x}{\sqrt {x^{2}+a^{2}}}}=\sin \theta _{1}}
{\displaystyle {\frac {(l-x)}{\sqrt {(l-x)^{2}+b^{2}}}}=\sin \theta _{2}}
因此得到傳播速度與折射角的關係式：
{\displaystyle {\frac {dT}{dx}}={\frac {\sin \theta _{1}}{v_{1}}}-{\frac {\sin \theta _{2}}{v_{2}}}=0} 。
將傳播速度與折射率的關係式代入，就會得到司乃耳定律：
{\displaystyle n_{1}\sin \theta _{1}=n_{2}\sin \theta _{2}} 。

## 运动学
伯努利家族的约翰·伯努利在解决最速降线问题时曾利用到费马原理。他将小球运动类比作光线的运动，从而得出最速降线为摆线。

## 參閱
- 费马
- 哈密顿原理
- 最小作用量原理
- 路径积分表述
- 惠更斯－菲涅耳原理